# 岐阜市立合渡小学校
岐阜市立合渡小学校（ぎふしりつ ごうどしょうがっこう）は、岐阜県岐阜市寺田にある公立小学校。

## 沿革
合渡小学校の開校年は、啓昧学校と有隣学校を統合した1875年8月24日である。ここではそれ以前についても記述する。
- 1873年（明治6年）
  - 8月 - 曽我屋村に啓昧学校が開校する。
  - 9月 - 河渡村に有隣学校が開校する。
- 1875年（明治8年）8月24日 - 有隣学校と啓昧学校が合併し、東雲学校となる。
- 1879年（明治12年） - 曽我屋学校と河渡学校に分立する。
- 1886年（明治19年） - 曽我屋学校が曽我屋簡易科小学校、河渡学校が河渡簡易科小学校に、それぞれ改称する。
- 1889年（明治22年） - 曽我屋簡易科小学校が曽我屋尋常科小学校、河渡簡易科小学校が河渡尋常小学校に、それぞれ改称する。
- 1897年（明治30年） - 
  - 河渡村、寺田村、曽我屋村、一日市場村が合併して合渡村が発足。
  - 曽我屋尋常科小学校と河渡尋常小学校が統合され、合渡尋常小学校となる。
- 1921年（大正10年） - 合渡尋常高等小学校に改称する。
- 1941年（昭和16年） - 合渡国民学校に改称する。
- 1945年（昭和20年）7月9日 - 岐阜空襲により校舎が全焼。青空教室で授業を再開。
- 1946年（昭和21年） - 仮校舎が完成。
- 1947年（昭和22年） - 合渡村立合渡小学校に改称する。
- 1948年（昭和23年） - 校舎（木造）を新築。
- 1959年（昭和34年）4月1日 - 合渡村が岐阜市に編入される。同時に岐阜市立合渡小学校に改称する。

## 通学区域
- 曽我屋、曽我屋1-8丁目、河渡、河渡1-6丁目、西河渡1-5丁目、寺田、寺田1-7丁目、一日市場、一日市場北町（一部）、一日市場1-4丁目、鏡島（一部）[1]

## 進学先中学校
- 岐阜市立岐阜西中学校

## 学校出身者
- 村瀬心椛（スノーボーダー）

## 交通アクセス
- 岐阜バス

曽我屋線（JR岐阜駅バスターミナルからは寺田ガーデン（O37）行）「合渡小学校前」バス停より徒歩約3分。